# Pure Pwnage
 (janvier 2025).
Si vous disposez d'ouvrages ou d'articles de référence ou si vous connaissez des sites web de qualité traitant du thème abordé ici, merci de compléter l'article en donnant les références utiles à sa vérifiabilité et en les liant à la section « Notes et références ».
Pure Pwnage est une série de faux documentaires distribués via Internet et créés par ROFLMAO Productions. Elle raconte la vie et les aventures de Jeremy (joué par Jarett Cale), un Canadien auto-proclamé pro gamer. Depuis 2004, 18 épisodes sont sortis. Les créateurs de la série estiment aujourd'hui son nombre de spectateurs à 3 millions. La série est filmée principalement à Toronto, mais inclut quelques scènes tournées à Calgary, à Montréal et aux Pays-Bas. L'histoire conte une lutte acharnée entre pro gamers et noobs.
Plusieurs épisodes font référence au jeu Counter-Strike. L'un d'entre eux est d'ailleurs célèbre pour la phrase suivante : « BOOM HEADSHOT!!! », signifiant « Boum, tir dans la tête ! », prononcée par FPS Doug très souvent lorsqu'il joue.
L'histoire développée dans la web-série n'est pas terminée depuis l'annonce d'une série télé (exclusivement Canadienne) et à cause de la mort d'un des acteurs, l'épisode 19 devant être intégralement réécrit et retourné ; par manque de temps et à cause de l'incident, la série fut laissée telle quelle.